# Dorothy Kosinski
Dorothy Kosinski (ur. 1954 w Meriden) – amerykańska historyk sztuki XIX i XX wieku, kurator sztuki i dyrektor muzeum Phillips Collection. Autorka książek o sztuce.

## Życiorys
Dorothy Kosinski urodziła się jako córka przedsiębiorcy gastronomicznego i gospodyni domowej. Wychowywała się w Wallingford. Jej pierwszą pracą był letni staż zawodowy, a następnie stanowisko asystentki kuratora w Muzeum Guggenheima w Nowym Jorku.
W latach 1985–1997 pracowała przy kolekcji dzieł kubistycznych darowanej Muzeum Sztuki w Bazylei przez Douglasa Coopera, jako samodzielny pracownik zajmujący się katalogowaniem zbiorów. Była ponadto niezależnym kuratorem dużych wystaw w Królewskiej Akademii Sztuk Pięknych w Londynie, Muzeum Sztuki w Bazylei, Muzeum Sztuki w Wolfsburgu i Galerii Narodowej w Pradze.
W latach 1995–2008 pracowała na różnych stanowiskach w Muzeum Sztuki w Dallas. W 2008 została dyrektorem muzeum Phillips Collection w Waszyngtonie.
10 lipca 2012 została mianowana przez prezydenta Baracka Obamę członkinią National Council on the Humanities. Funkcję tę pełniła od 5 sierpnia 2013 do 26 stycznia 2016. Jest dyrektorem Sherman Fairchild Foundation oraz Cafritz Foundation, jak również członkinią Association of Art Museum Directors.

## Wykształcenie
Ukończyła studia na Uniwersytecie Yale z tytułem bakałarza sztuk, po czym w Instytucie Sztuk Pięknych Uniwersytetu Nowojorskiego zdobyła tytuł magistra sztuk oraz stopień doktora.

## Działalność publicystyczna
Dorothy Kosinski jest specjalistką w zakresie sztuki XIX i XX wieku. Napisała książki poświęcone następującym twórcom: Vincent van Gogh, Marcel Duchamp, Robert Rauschenberg, Jasper Johns, Gustave Courbet. Była dyrektorem przedsięwzięcia Matisse: Painter as Sculptor, realizowanego przez Muzeum Sztuki w Baltimore.

## Życie prywatne
Jest żoną pochodzącego ze Szwajcarii architekta, Thomasa Krahenbuhla. Mają dorosłą córkę.